# Georg Stahl
Georg Ernst Stahl, född 22 oktober 1659 i Ansbach, död 14 maj 1734 i Berlin, var en tysk kemist och läkare.
Stahl blev medicine doktor 1684, kallades 1694 till andre medicine professor vid universitetet i Halle an der Saale, varifrån han 1716 överflyttade till Berlin som livmedikus hos kungen. Han blev ett betydande namn såväl i medicinens som i kemins historia. Enligt hans uppfattning representeras kroppens enhetlighet av själen. Livet beror uteslutande på den normala sammansättningen av kroppens olika delar, och denna underhålles av själen. Därför inträffar döden, då själen skiljes från kroppen. Denna animism genomförde nu i dess yttersta konsekvenser, och alla processer i den friska och sjuka kroppen härleddes ur denna aprioristiska ståndpunkt i Stahls huvudarbete, Theoria medica vera (1707; ny upplaga 1831–1833; tyska översättning 1802, 1831–1832). Han utgav dessutom omkring 240 skrifter, de flesta av ringa omfång. Som kemist upptog och utvecklade han Johann Joachim Bechers lära om flogiston.

## Utmärkelser
Asteroiden 8154 Stahl är uppkallad efter honom.